# Танк предельных параметров
Танк предельных параметров — концепция развития современной танковой техники, предложенная советским инженером-конструктором Николаем Шашмуриным в противовес концепции основного боевого танка. В основе идеи танка предельных параметров лежали два основных положения:
- во-первых, необходимо существование и развитие двух типов танков, первым из которых должен стать основной боевой танк (массовый и относительно недорогой), вторым — танк предельных параметров (мелкосерийный, с качественно иным уровнем боевых возможностей),
- во-вторых, танк предельных параметров служит как платформа для апробации последних достижений и разработок, которые после всесторонней оценки могут быть перенесены на основной боевой танк[1].

В случае использования модульной компоновки танк предельных параметров может использоваться как основа для создания семейства боевых бронированных машин различного назначения, например: тяжёлой боевой машины пехоты, машины управления и разведки, инженерной машины разграждения и т.д.

## История возникновения
Возникновение данного термина связывают с так называемой технологией проектирования бронетанковой техники «по предельным параметрам», которая применялась начиная с 1945 года при создании тяжёлого танка ИС-7. В соответствии с данной концепцией все боевые характеристики (огневая мощь, защищённость, подвижность и т.д.) новой машины должны закладываться на максимально возможном (предельном) уровне ввиду того факта, что в среднем боевая машина в экстремальных условиях современного поля боя действует не более одного-двух дней и за этот срок её боевой потенциал должен быть реализован в максимальной степени.
По мнению российского военного эксперта М. Барятинского, к реализованным проектам танка предельным параметров можно отнести советский Т-64, разработка которого включала в себя решение целого комплекса нетривиальных задач. Однако, созданная машина оказалась настолько дорогой и сложной, что естественным шагом было её упрощение и переработка в массовую мобилизационную версию: основной боевой танк Т-72.